# Giannetta de 'Vacchi

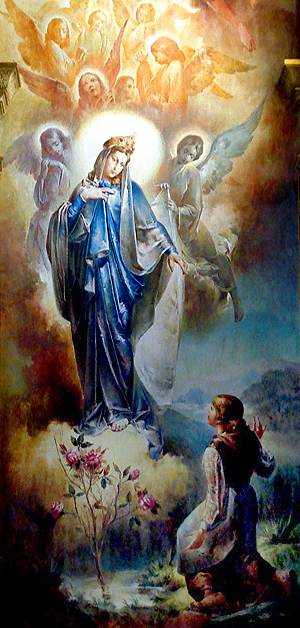
Nossa Senhora de Caravaggio e a vidente Joaneta. Mural de Aldo Locatelli na Igreja de São Pelegrino, Caxias do Sul

Joaneta Varoli (em latim: Ioanneta Varolius), também conhecida como Giannetta de' Vacchi ou Giannetta Varoli, foi uma camponesa italiana que viveu na vila de Caravaggio durante os séculos XIV e XV. 
Seu marido, Francesco Varoli sofria de alcoolismo e espancava sua esposa, até que às 17 horas da segunda-feira, 26 de maio de 1432, a pobre mulher recebe a aparição da  Virgem Maria que pouco depois foi denominada Nossa Senhora de Caravaggio. Segundo o relato católico, entre lágrimas e orações, Joaneta avistou uma senhora que na sua descrição parecia uma rainha, mas que se mostrava cheia de bondade. Dizia-lhe que não tivesse medo, mandou que se ajoelhasse para receber uma grande mensagem. Joaneta Varoli foi incumbida de espalhar a palavra da Virgem Maria. 

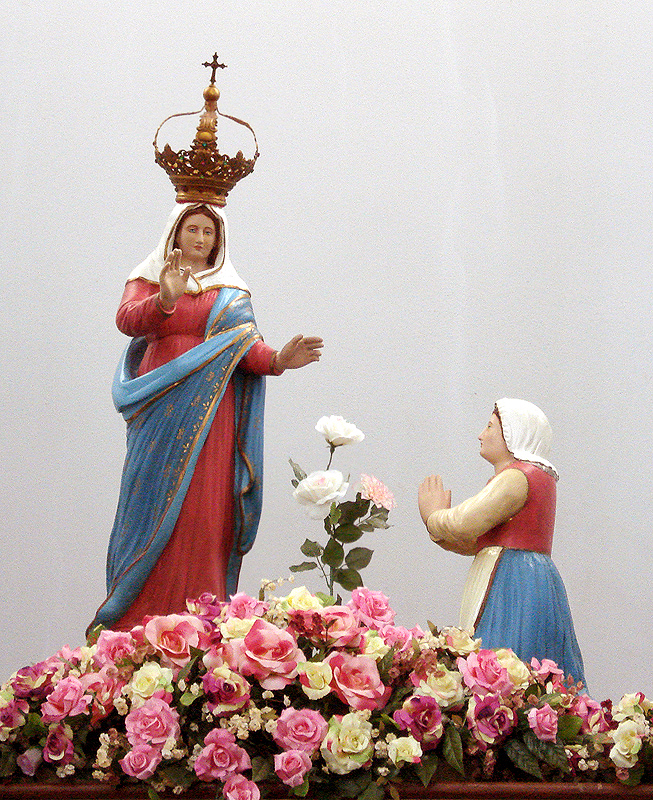
A imagem de Nossa Senhora de Caravaggio no novo santuário, em Farroupilha, esculpida por Pietro Stangherlin em 1885

Embora Giannetta nunca tenha sido beatificada pela Igreja Católica, a tradição popular sempre se referiu a ela como a "beata Giannetta" e lhe dedica o dia 26 de maio como memória.